# Thân vương quốc Galicia-Volyn

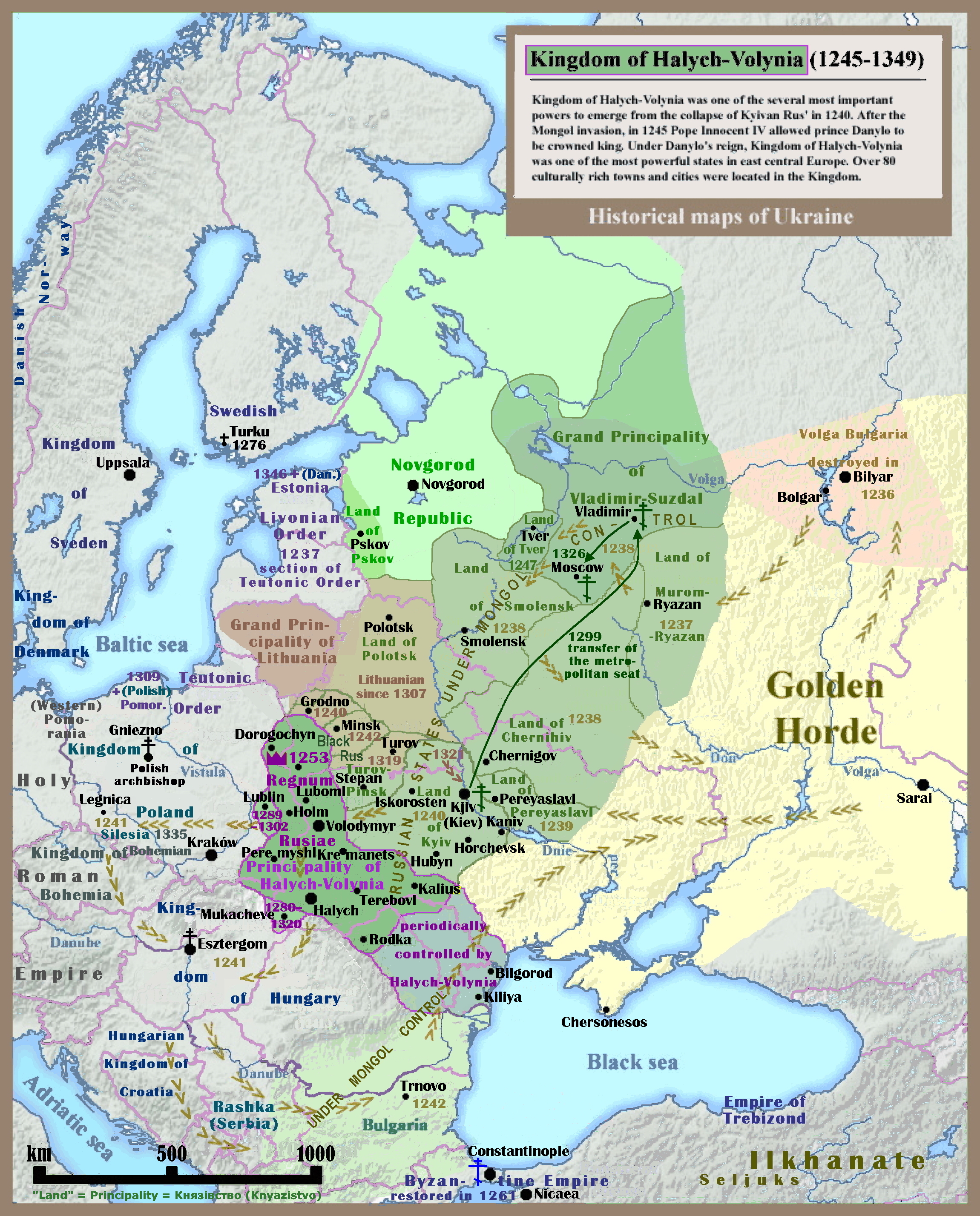
Thân vương quốc Galicia-Volyn trên bản đồ Đông Âu

Thân vương quốc Galicia-Volyn (1199–1392) (tiếng Nga: Га́лицко-Волы́нское кня́жество, tiếng Latinh: Regnum Galiciæ et Lodomeriæ, tiếng Ba Lan: Księstwo Halicko-Wołyńskie, tiếng Ukraina: Галицько-Волинське князівство) là một Thân vương quốc Nga phía tây nam dưới thời Ryurik, do Roman Mstislavich thành lập năm 1199 dưới sự hợp nhất Volyn và Galicia (Halych). Năm 1253 tại Drohiczyn, Danylo Romanovich nhận tước hiệu "Vua Rus" từ Giáo hoàng Innôcentê IV. Từ đó, ông và cháu trai Yuri Lvovich xưng vua trên vương quốc.
Galicia-Volyn là một trong những Thân vương quốc lớn nhất ra đời sau khi Kiev Rus' sụp đổ. Lãnh thổ bao gồm Galicia, Przemyśl, Zvenigorod, Terebovlia, Volyn, Lutsk, Belz, Polesia và Kholm, cũng như Podlasie, Podolia ngày nay, một phần thuộc Zakarpattia và Moldova.
Thân vương quốc theo đuổi chính sách đối ngoại tích cực ở Đông và Trung Âu. Các nước lân bang cũng là đối thủ cạnh tranh chính như Vương quốc Ba Lan, Vương quốc Hungary và Cuman, rồi đến Hãn quốc Kim Trướng và Đại công quốc Litva từ giữa thế kỷ 13. Để bảo vệ mình, Thân vương quốc nhiều lần thỏa thuận với Giáo hoàng La Mã, Đế quốc La Mã Thần thánh và dòng Hiệp sĩ Teuton. Đồng thời, giảm thiểu các liên hệ chính trị, kinh tế và văn hóa với các lãnh thổ Rus khác.
Nhiều yếu tố khiến Thân vương quốc Galicia-Volyn suy tàn. Trong số đó trầm trọng nhất là mối quan hệ với Hãn quốc Kim Trướng, dù vẫn duy trì địa vị chư hầu ngay trong thời kỳ thống nhất và củng cố đất nước sau đó đầu thế kỷ 14. Sau cái chết đồng thời của Lev và Andrei Yurievich năm 1323, lãnh thổ Thân vương quốc bị các nước lân bang như Vương quốc Ba Lan và Đại công quốc Litva xâu xé. Khi càng phụ thuộc tầng lớp quý tộc boyar, vương triều Ryurik càng lụn bại dần. Thân vương quốc cáo chung năm 1392 khi tất cả lãnh thổ bị phân chia trong Chiến tranh kế vị Galicia-Volyn.

## Lãnh thổ và nhân khẩu học

### Biên giới
Thân vương quốc Galicia-Volyn được thành lập vào cuối thế kỷ 12 bằng cách thống nhất Công quốc Galicia và Thân vương quốc Volyn. Lãnh thổ mở rộng trong lưu vực sông San, sông Bug và thượng lưu sông Dniester. Biên giới phía đông giáp Thân vương quốc Turovo-Pinsk và Kiev, phía nam giáp với Berladniki (sau này với Hãn quốc Kim Trướng), phía tây nam giáp với Vương quốc Hungary, phía tây giáp với Vương quốc Ba Lan, còn phía bắc giáp với Đại công quốc Litva, dòng Hiệp sĩ Teuton và Thân vương quốc Polotsk.
Dãy núi Karpat phía tây nam từng là biên giới tự nhiên của Galicia-Volyn với Hungary. Biên giới phía tây với Ba Lan chạy dọc theo các sông Yaselka, sông Wisłok và sông San, cũng như 25–30 km phía tây sông Wieprz. Bất chấp việc Ba Lan tạm thời chiếm Nadsanya và Nga sáp nhập Lublin, phần biên giới này khá ổn định. Biên giới phía bắc chạy dọc theo sông Narew và Yaselda ở phía bắc Berestia nhưng hay thay đổi do chiến tranh với Litva. Biên giới phía đông với Thân vương quốc Turovo-Pinsk và Kiev chạy dọc theo các sông Pripyat, Styr và hữu ngạn sông Goryn. Biên giới phía nam bắt đầu từ thượng lưu sông Boh trải đến thượng lưu sông Prut và Seret. Có thể Bessarabia và Hạ Danube là vùng phụ thuộc vào các hoàng thân Galicia thế kỷ 12—13.

### Lãnh thổ hợp phần
Trước khi hợp nhất, Galicia và Volyn có lịch sử khác nhau.
Năm 1084, hậu duệ ngành trưởng Yaroslav Thông thái tách từ công quốc Volyn thành các lãnh thổ tạo nên Galicia về sau. Trong đó có bốn công quốc đặc biệt: Przemyśl, Zvenigorod, Terebovlia và Galich. Năm 1141-1144, những công quốc này hợp nhất lại đặt thủ phủ tại Galich.
Cuối thế kỷ 10 tại Volyn xuất hiện công quốc ở Vladimir rồi gia nhập Kiev. Năm 1154, công quốc độc lập dưới triều nhà Monomakhovich. Năm 1170, các công quốc ra đời ở Volyn gồm có Belz, Cherven, Brest, Lutsk, Peresopnitsa, Dorogobuzh và Shumsk.
Từ năm 1199, biên giới giữa Galicia và Volyn chạy qua các thành Lubaczów, Gora Golaya, Plesnesk của Galicia và Belz, Busk, Kremenets, Zbarazh, Tihoml của Volyn. Trong giai đoạn tiếp theo, ngoại trừ Galich, thủ phủ còn đặt ở Kholm (1264-1269), Vladimir (đến năm 1292 và sau năm 1313), Lutsk (đến năm 1227, 1264-1288), Przemyśl (đôi lúc trong nửa đầu thế kỷ 13). Một phần lãnh thổ Galicia-Volyn nằm ở Trung Dniester, về sau gọi là "Ponizye", nay là Podolia.

### Dân số
Không có nguồn nào có thể được sử dụng để tính chính xác dân số của công quốc Galicia-Volyn. Trong Biên niên sử Galicia-Volyn có đề cập việc đếm sổ dân và lên danh sách các làng mạc, thành phố, nhưng số liệu nay không còn. Tư liệu lịch sử chỉ có thể xác định rằng ít nhất một phần ba các khu dân cư của Volyn và Galicia đã hình thành trước khi thành lập công quốc Galicia-Volyn, chủ yếu là người Đông Slav. Bên cạnh đó còn có các làng người Ba Lan, người Phổ, người Jotvingiai, người Litva cũng như người Tatar và một số dân du mục khác. Trong thành phố có các hội thủ công và thương gia của người Đức, người Armenia, người Gazaria, người Do Thái.

## Lịch sử chính trị

### Vùng đất phía tây Nga
Thế kỷ 6-7, các liên minh bộ lạc hùng mạnh sinh sống trên lãnh thổ Galicia và Volyn về sau. Đầu thế kỷ thứ 7 có nhắc đến bộ lạc Dulebs rồi đến cuối thế kỷ đề cập thêm Buzhans (Volyn), Ulichs, Tivertsi và Biali Chorwaci (Croats Trắng), mỗi vùng có đến 200-300 khu dân cư. Trung tâm chính trị bộ lạc là "thành" xây kiên cố. Theo tư liệu, Croats và Dulebs giữ vai trò "người thông dịch" (hoặc "phụ tá") cho chiến tranh người Rus' với Byzantine năm 907.
Các nhà sử học thừa nhận rằng vào đầu thập niên 960, Galicia và Volyn đã bị Sviatoslav Igorevich sáp nhập vào Kiev Rus'. Nhưng sau khi ông qua đời năm 972, Vương quốc Ba Lan láng giềng đã thôn tính Galicia và Volyn. Năm 981, con trai ông là Vladimir Sviatoslavich tái chiếm các vùng lãnh thổ này bao gồm Przemyśl và Cherven. Năm 992, ông chinh phục Biali Chorwaci và Zakarpattia. Năm 1018, vua Ba Lan Bolesław I Dũng cảm lợi dụng xung đột nội bộ giữa các hoàng thân Nga để chiếm Cherven. Mười hai năm sau, Yaroslav Thông thái chiếm được lại trong các chiến dịch quân sự 1030-1031, cũng là lợi dụng cuộc tranh giành quyền lực ở Ba Lan. Hòa ước được ký kết với Ba Lan đảm bảo Cherven, Belz và Przemyśl thuộc Nga.

### Các công quốc trước đó
Thủ phủ chính trị của tất cả các vùng đất phía tây Nga là thành Vladimir xứ Volyn. Volyn là vùng đất đông dân với các thành phố phát triển, có con đường thương mại chạy về phía tây. Trong một thời gian dài, vương triều Kiev nắm giữ những vùng lãnh thổ quan trọng về mặt chiến lược này, tránh khỏi tình trạng chia cắt thành các công quốc. Ba năm sau khi Yaroslav Thông thái qua đời, Ba trưởng lão nhà Yaroslavich đưa Igor Yaroslavich rời Volyn, thành lập "Tổ quốc Izyaslav" ở hữu ngạn sông Dnepr (cùng với Kiev và Turov), làm đối trọng với tả ngạn là chỗ dựa của Sviatoslav và Vsevolod Yaroslavich, và cho nhà Sviatoslavich từ năm 1097.
Sau khi kế thừa vùng phía tây Nga từ phụ thân, Yaropolk Izyaslavich xứ Volyn bị giết năm 1084, David Igorevich lên thay thế nắm quyền Volyn. Các con trai Rostislav Vladimirovich (trưởng nam nhà Yaroslav Thông Thái) là Ryurik, Volodar và Vasilko cai trị xứ Galicia tạo nên công quốc Przemyśl và Terebovl.
Năm 1097, Đại nghị Lyubech công nhận quyền hợp pháp của nhà Rostislavich (và David) trên các lãnh thổ này. Nhưng sau khi David chọc mù mắt Vasilko, Đại hoàng thân Kiev Sviatopolk II kiểm soát Volyn. Ông cũng cố gắng chiếm lấy lãnh địa nhà Rostislavich nhưng thất bại. Năm 1123, Yaroslav Sviatopolchich bị giết, Vladimir II Monomakh lấy được Volyn.

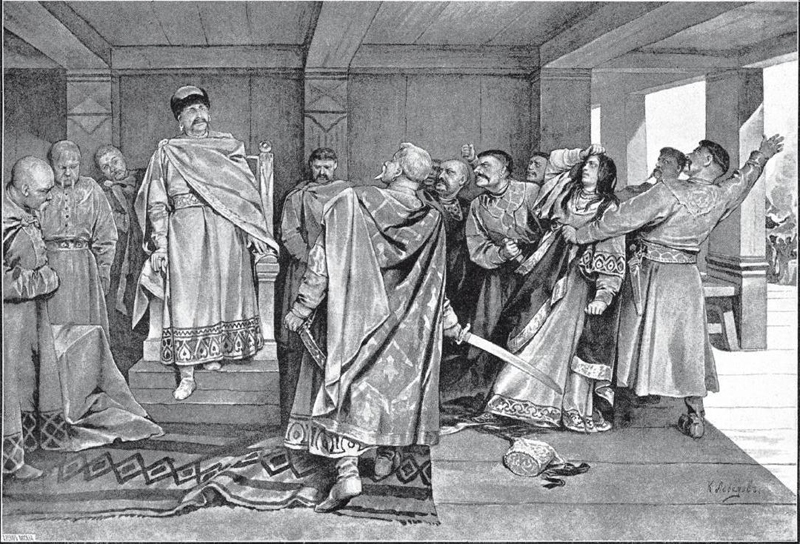
Các boyar Galicia mang đi thiêu nữ phù thủy được Yaroslav Osmomysl sủng ái. Tranh của Klavdy Vasilievich Lebedev

Năm 1141, các lãnh thổ Rostislavich được Vladimir Volodarevich thống nhất thành một công quốc Galicia duy nhất với thủ đô Galich. Các hoàng thân Galicia dần dần chuyển từ chính sách phòng ngự bảo vệ độc lập sang quan hệ tích cực với Kiev. Dòng Rostislavich không có quyền trưởng để lên ngôi Kiev, nhưng những thành công quân sự của Yuri Dolgoruky (1150), Rostislav Mstislavich (1159, 1161), Mstislav Izyaslavich (1167, 1170) và Yaroslav Izyaslavich (1173) đã giúp tranh đoạt ngôi vị bằng quân binh Galicia. Trong quá trình này, các hoàng thân Galicia đảm bảo Volyn không hợp nhất với Kiev. Cùng lúc ấy, được dân chúng ủng hộ, nhà Monomakhovich tìm cách biến công quốc Kiev thành lãnh địa tổ tiên để lại. Các đối thủ đã không được thông tin kịp thời khi nhà Monomakhovich điều động quân đội, ngoài ra có lẽ hai hoàng thân Kiev đã bị đầu độc năm 1157 và 1171. Năm 1154, Mstislav Izyaslavich thay cha đã qua đời để trị vì Công quốc Volyn. Ông và em trai Yaroslav chia nhau nắm giữ Vladimir và Lutsk, con cháu cũng được kế thừa ngôi vị.
Quân Galicia và Volyn đã tham gia vào chiến dịch chung của các công quốc Nga chống lại quân Cuman, như trận Rừng Đen (1168) và trận sông Orel (1183).
Dưới thời con trai của Vladimir Volodarevich là Yaroslav Osmomysl, công quốc Galicia kiểm soát các lãnh thổ thuộc Moldova ngày nay và vùng Danube. Năm 1187, Yaroslav Osmomysl qua đời. Các boyar Galicia không chấp nhận người con ngoài giá thú Oleg Yaroslavich tự xưng là người kế thừa. Sử gọi là "âm mưu lớn tại Galicia", kết quả là vua Hungary Bela III đưa quân chiếm đóng. Được Hoàng đế Frederick Barbarossa và Ba Lan giúp đỡ, Galich được trả lại cho Vladimir Yaroslavich là hoàng thân cuối cùng của nhà Rostislavich, người đã thần phục Vsevolod Đại Tổ.

### Roman Mstislavich
Năm 1188, sau cái chết của Yaroslav Osmomysl, Roman Mstislavich lần đầu tiên đến Galich tham gia tranh đoạt quyền lực. Tuy được nhạc phụ là Ryurik Rostislavich hậu thuẫn ngoại giao nhưng Roman thất bại và trở về Volyn. Đến năm 1199, sau khi Vladimir Yaroslavich qua đời, Roman được đồng minh Ba Lan trợ giúp để bước lên ngôi hoàng thân Galicia. Ông thẳng tay đàn áp các boyar chống đối chính sách tập trung hóa chính quyền. Từ đó đặt nền móng cho một công quốc Galicia-Volyn duy nhất.
Nhà Rostislavich xứ Smolensk và nhà Olgovich xứ Chernigov-Seversk từng là đối thủ khi tranh giành ngôi vị Kiev, liền trở thành liên minh chống Roman. Năm 1201, các đồng minh tập hợp lại để đánh Roman, nhưng được người Kiev hỗ trợ, ông đến trước và chiếm Kiev để làm Đại hoàng thân. Tuy nhiên, sau đó Roman trở lại Galich, chỉ để lại em họ là Ingvar Yaroslavich thay mình nắm quyền Kiev. Sau khi Kiev thất thủ năm 1203, ông phải từ bỏ quyền lực Kiev cho Vsevolod Đại Tổ, người vẫn công nhận thẩm quyền hậu duệ nhà Ryurik và gả con gái cho con trai ông. Năm 1202 và 1204, Roman đánh thắng quân Cuman khiến ông trở thành anh hùng sử thi sánh ngang với ông nội mình là Vladimir II Monomakh. Trong sách sử và thư từ, ông mang danh hiệu "Đại công tước", "Người đứng đầu toàn nước Nga" và "Sa hoàng Nga".
Năm 1205, ông hy sinh trong trận Zawikhost khi đánh Ba Lan.

### Nhà Romanovich và Volyn thống nhất

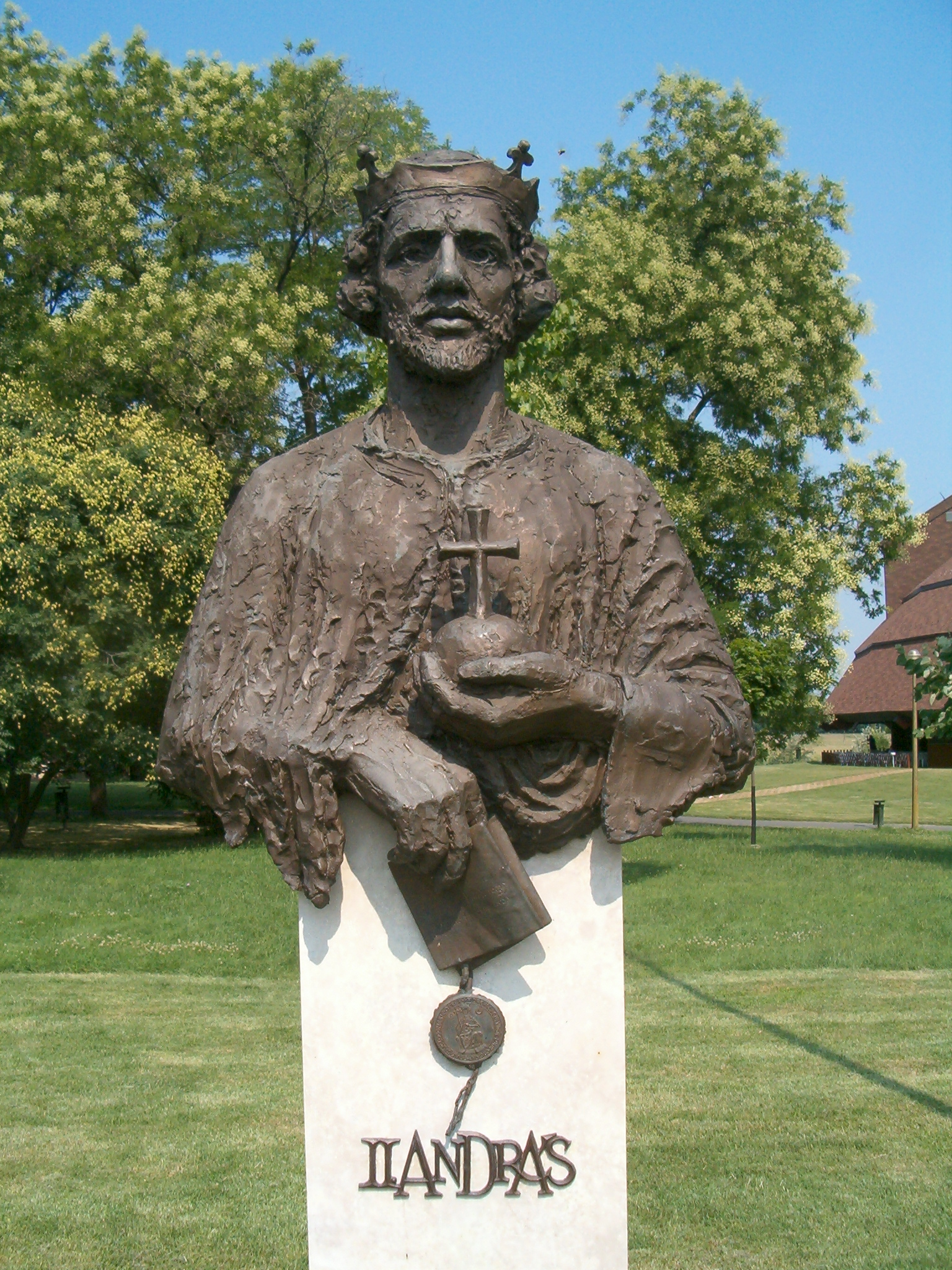
Vua Hungary András II

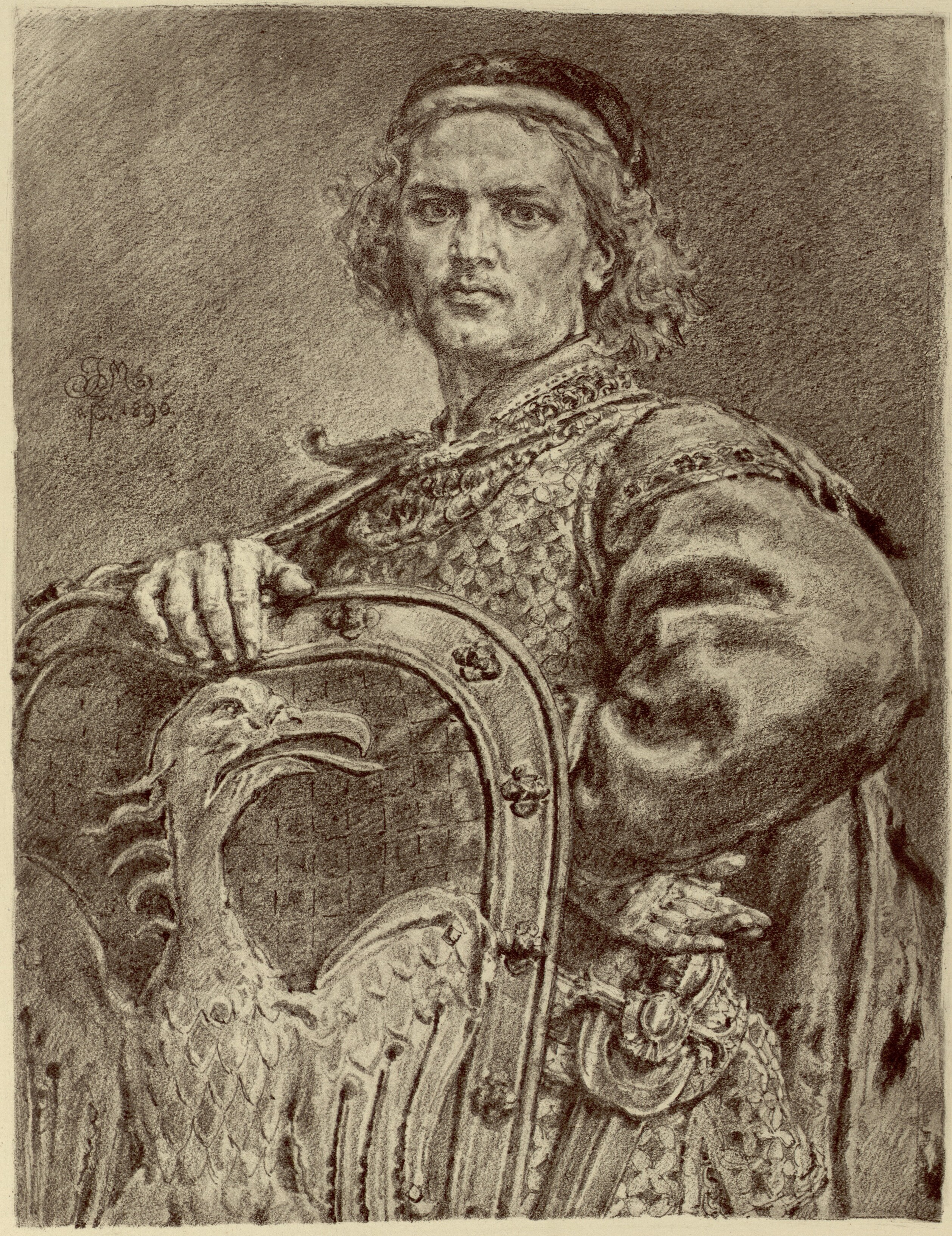
Hoàng thân Leszek Bely xứ Kraków

Sau khi Roman qua đời, công quốc Galicia-Volyn chứng kiến một cuộc chiến giữa các phe phái, lôi kéo nhiều boyar đông đảo tham gia. Một bên là những người ủng hộ nhà Romanovich và boyar Volyn, bên kia là boyar Galicia tìm cách đưa những hoàng thân bình thường lên nắm quyền Galicia theo ý mình. Một số sử gia coi cuộc đấu tranh giành quyền lực kéo dài 40 năm (1205-1245) nằm trong cuộc tranh đoạt Galicia giữa các nhánh của triều Ryurik, bởi Galicia không có triều đại riêng (1199-1245). Nhánh Romanovich tuy chỉ là thiểu số nhưng đã gây chao đảo giai đoạn 10 năm đầu tiên.
Trong năm đầu tiên sau khi Roman qua đời, vợ con ông cố gắng giữ Galich bằng các đơn vị đồn trú Hungary theo thỏa thuận với vua András II ở Sanok. Nhưng năm 1206, nhóm boyar Kormilichich lưu vong trở về đã mời Igor Sviatoslavich Thân vương quốc Novgorod-Seversk đến nắm quyền Galicia-Volyn. Igorevich hành động bằng cách liên minh với Thân vương quốc Chernigov và Turovo-Pinsk. Từ năm 1208, András II và hoàng thân Kraków Leszek Bely bắt đầu có động thái can thiệp tích cực vào công quốc: Ba Lan trả lại Vladimir. Năm 1211, Ba Lan và Hungary đánh bại quân Igorevich và trả lại ngôi vị cho Danylo Romanovich. Nhưng sau đó là giai đoạn soán ngôi quyền lực của các boyar giúp Vladislav Kormilichich trị vì ở Galich.
Theo thỏa thuận Spisy, András II và Leszek Bely giam cầm hoàng thân Hungary Koloman ở Galich. Đổi lại việc hỗ trợ Romanovich, hai bên áp đặt quyền cai trị Vladimir có lợi cho mình năm 1214. Ngay sau đó, Hungary chiếm hết của cải Ba Lan tại Galicia. Leszek liền kêu gọi giao lại Galicia cho hoàng thân Mstislav Udatny xứ Novgorod.
Năm 1219, Mstislav lên ngôi Galicia, gả con gái cho Danylo, giành lại các lãnh thổ tây Bug từ Ba Lan, đổi lại Leszek đoạt lấy Vladimir. Hòa bình lập lại sau chiến thắng năm 1221 trước Hungary và Ba Lan.
Năm 1223, các hoàng thân Galicia-Volyn tham chiến đánh Mông Cổ trong trận sông Kalka, hai hoàng thân tử trận. Lực lượng Galicia-Volyn làm tiên phong và hứng chịu đòn chính của quân Mông Cổ.
Làm mếch lòng các boyar nhưng không đủ sức để giữ vững quyền lực, Mstislav giao lại Galicia cho Hoàng thân András cai trị. Năm 1227, Danylo và anh trai kế thừa Công quốc Lutsk. Năm 1229, họ đứng về phe Konrad I Masovia tham gia xung đột Ba Lan. Năm 1230, họ chiếm Công quốc Belz, do đó thống nhất toàn bộ Volyn, đặt dưới quyền thừa kế vĩnh viễn cho Vasilko Romanovich.

### Danylo Romanovich

Tình hình các lãnh thổ Nga trước khi Mông Cổ xâm lược năm 1237

Sử gia Ivan Petrovich Kripyakevich hoàn thành công trình nghiên cứu về giai đoạn Danylo trị vì công quốc Galicia-Volyn, về việc Mstislav Udatny chuyển giao Galich cho hoàng thân Hungary năm 1227, kết thúc liên minh chống Hungary với các hoàng thân Pinsk giữa Mstislav và Danylo. Sử gia Mykhailo Serhiiovich Hrushevsky nhấn mạnh cái chết của Mstislav trên thực tế là khởi điểm cho cuộc đấu tranh giành độc lập Galich của Danylo.
Năm 1228, viện lý do các hoàng thân Pinsk bị Danylo bắt giữ ở Chartoryisk, liên quân Vladimir Ryurikovich thành Kiev, Mikhail Vsevolodovich xứ Chernigov và Köten xứ Kremenets đến bao vây nhưng Danylo đứng vững trước cuộc tấn công. Theo sử gia Nikolai Ivanovich Kostomarov, sau trận chiến năm 1228, các hoàng thân Pinsk thần phục trở thành tay sai của Danylo, còn Vladimir thành Kiev trở thành đồng minh. Liên minh giữa Danylo với Vladimir thực ra chỉ bắt đầu năm 1231, khi Mikhail chiếm Novgorod bất thành, bắt đầu ý đồ với Kiev. Vladimir nhượng Porosye cho Danylo để đổi lại sẽ giúp bảo vệ Kiev. Kripyakevich cho rằng các hoàng thân Pinsk chỉ thần phục Danylo vào đầu thập niên 1250.
Trong cuộc chiến chống lại Hungary, Danylo lần đầu tiên lên ngôi Galicia năm 1229. Cuối cùng, năm 1233, András qua đời, Danylo hoàn toàn làm chủ Galicia. Năm 1234, Danylo đứng về phe Vladimir Ryurikovich can thiệp vào cuộc tranh giành Kiev, bao vây Chernigov. Bị Mikhail, Izyaslav IV Vladimirovich và quân Cuman trả đũa, Danylo mất Galich cho đến năm 1238 mới giành lại được. Năm 1240, Danylo lấy được Kiev thành lãnh thổ của mình.
Năm 1240, Kiev thất thủ trước cuộc xâm lăng của Mông Cổ. Đầu năm 1241, quân Mông Cổ xâm lược Galicia-Volyn, cướp bóc và đốt phá Galich, Vladimir và "nhiều vô số các thành". Theo một số sử gia, quân Thát Đát khi ấy suy yếu trong một số chiến dịch quân sự ở đông Rus, giúp cho một số thành của Galicia ở tây Rus như Kholm, Kremenets và Danylov có thể chống chọi lại. Lợi dụng khi các hoàng thân chạy sang Hungary và Ba Lan, giám mục Artemy tại Galicia ủng hộ giới boyar cao cấp nổi dậy. Các lân bang cũng lợi dụng để trục lợi, ủng hộ con trai Mikhail Vsevolodovich xứ Chernigov là Rostislav Mikhailovich nắm quyền Galich. Năm 1244, nhà Romanovich lợi dụng nội chiến Ba Lan, chiếm được Lublin. Năm 1245, Danylo đánh bại Hungary, Ba Lan và phe phản loạn trong trận Yaroslav. Cuối cùng thì các boyar đối lập bị tiêu diệt hoàn toàn, Danylo có thể tập trung quyền lực lãnh đạo công quốc.

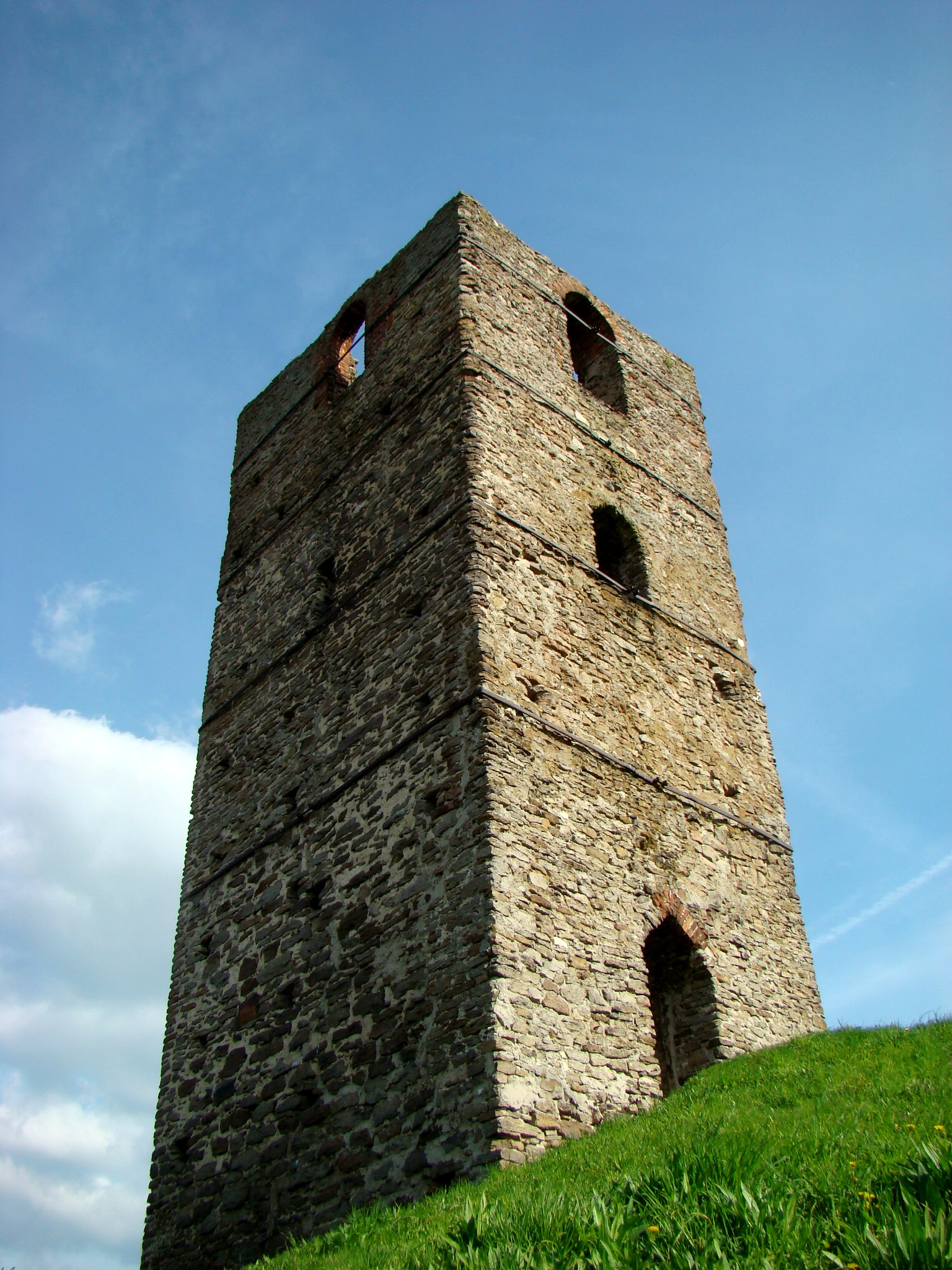
Tháp ở Stołpie, một trong hai tháp kiểu Volyn còn tồn tại

Năm 1245, Danylo thăm viếng Hãn quốc Kim Trướng, chịu đầu phục để tránh đại hãn sách nhiễu lãnh thổ mình. Trong chuyến công du này, sứ thần Pian del Carpine của Giáo hoàng Innôcentê IV thảo luận với Danylo về việc thống nhất giáo hội. Các cuộc hôn nhân liên tôn được thực hiện vào năm 1247 giữa Lev Danylovich với công nương Hungary Constance, và năm 1252 giữa Roman Danylovich với nữ công tước Gertrude kế vị Áo. Năm 1248 và 1253, Danylo hai lần viễn chinh xuyên Hungary đến Áo, cũng hai lần giáo hoàng phong vương cho ông nhằm lan rộng Công giáo ở Galicia-Volyn.
Năm 1248, Danylo can thiệp xung đột Litva, về phe anh trai của vợ kế mình là Tautvilas chống lại Mindaugas. Để tránh Hiệp sĩ Teuton tham gia liên minh đối đầu, Mindaugas chịu rửa tội theo nghi thức Công giáo năm 1251 và được phong làm vua Litva năm 1253. Năm 1254, Danylo làm hòa với Mindaugas, cho con trai là Shvarno Danylovich kết hôn với con gái của Mindaugas, còn Roman Danylovich được trị vì Navahrudak. Ngoài ra, Danylo cũng thu phục và bắt người Jotvingiai cống nạp.
Năm 1252, Danylo giao chiến với cháu của Bạt Đô là Kuremsa tại biên cương. Năm 1253, giáo hoàng Innôcentê IV tuyên bố thập tự chinh chống lại Hãn quốc, kêu gọi người Công giáo Bohemia, Morava, Serbia, Pomerania và các nước Baltic tham chiến. Năm 1254, Danylo nhận tước hiệu "Vua Rus" ở Dorogochin.
Danylo bắt đầu đánh đuổi quân Hãn ra khỏi Medzhibozh, Bolokhov, Kiev, tái chiếm Vozvyagl năm 1255. Một số sử gia có nhắc đến việc quét sạch quân Hãn khỏi Kiev, nhưng quy việc này cho Aleksandr Nevsky. Nhưng Danylo không thực hiện kế hoạch truyền đạo Công giáo trong các lãnh thổ mình, nên Giáo hoàng Alexanđê IV cho phép Litva đánh Nga. Lấy cớ phối hợp cùng Galician-Volyn đánh Hãn quốc, quân Litva phá vỡ liên minh và tấn công ngoại ô Lutsk, đánh bại Vasilko Romanovich.
Năm 1258, quân Mông Cổ do Burundai chỉ huy tiến vào Galicia-Volyn, yêu cầu cùng đánh Lita, Vasilko được cử dẫn quan tham gia. Nhưng con trai của Mindaugas là Voishelk đã bắt được và hành quyết Roman Danylovich. Một năm sau, Burundai lại đến, phá bỏ công sự của nhiều thành phố, ép Vasilko cùng đánh Ba Lan, khiến Sandomierz phải đầu hàng.
Năm 1264, Danylo qua đời mà chưa giải phóng được Galicia-Volyn khỏi ách thống trị của Kim Trướng.

### Cuối thế kỷ 13-14

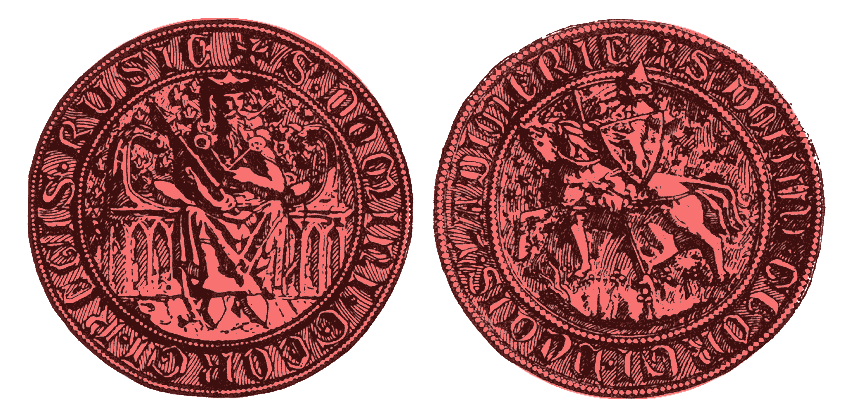
Con dấu Yuri-Georgy Lvovich với dòng chữ S [igillum] Domini Georgi Regis Rusie - Con dấu của George Tối Cao, Vua nước Nga. Mặt sau:S [igillum] Domini Georgi Ducis Ladimerie - Con dấu của George Tối Cao, Hoàng thân Vladimir

Sau khi Danylo Romanovich qua đời, quyền lực được chuyển sang cho Vasilko, nhưng ông vẫn tiếp tục đóng tại Vladimir. Lev Danylovich kế vị cha mình, nắm Galich, Przemyśl và Belz, Mstislav giữ Lutsk, Shvarno kết hôn với con gái Mindaugas và có được Kholm với Dorogochin.
Giữa thập niên 1260, con trai của Mindaugas là Voishelk tìm đến Vasilko nhờ giúp đỡ việc kế vị. Vasilko và Shvarno giúp Voishelk lên ngôi Litva. Năm 1267, Voishelk đi tu và giao lại công quốc cho anh rể là Shvarno. Ngôi vị Shvarno tại Litva lung lay vì không mang huyết thống dòng nhà Voishelk. Năm 1268, Lev giết Voishelk trong một bữa tiệc, vị trí Shvarno không còn hậu thuẫn ở Litva, ông cũng sớm qua đời. Trojden tiếp quản Litva, còn Lev Danilovich nắm lãnh thổ của Shvarno ở Nga.
Năm 1269, Vasilko Romanovich qua đời, con trai ông là Vladimir Vasilkovich kế vị. Thập niên 1270, Lev và Vladimir giao tranh cùng người Jotvingiai, xung đột biên giới với tộc Lyakhi. Năm 1277, cùng với Hãn quân, Lev và Vladimir đánh Litva. Năm 1285, đánh tộc người Ugry và năm 1286, họ tàn phá Kraków và Sandomierz. Năm 1288-89, Lev Danylovich tích cực hỗ trợ người cháu trai là hoàng thân Boleslav Zemovitovich xứ Płock trong cuộc tranh giành quyền lực Kraków. Trong chiến dịch này, Lev chiếm Lublin. Năm 1288, Vladimir Vasilkovich qua đời mà không có con nên đã để lại toàn bộ lãnh địa cho Mstislav Danylovich. Không lâu trước khi qua đời, Lev tiến hành đột kích Ba Lan thu được nhiều chiến lợi phẩm. Đây cũng là thời cực thịnh của Galicia-Volyn.
Năm 1303, tân hoàng thân Galicia Yuri I Lvovich, con trai Lev Danylovich, được Thượng phụ Constantinople công nhận đứng đầu Tổng giáo phận Galicia. Năm 1305, với mong muốn thể hiện sức mạnh Galicia-Volyn và kế thừa ông nội Danylo, Yuri xưng là "Vua của Tiểu Nga". Về đối ngoại, Yuri I duy trì quan hệ tốt đẹp và liên minh với Dòng Hiệp sĩ Teuton để ngăn chặn Đại công quốc Litva và Kim Trướng, cùng với Masovia chống lại Ba Lan. Năm 1308, sau khi Yuri qua đời, công quốc Galicia-Volyn được truyền lại cho các con trai là Andrei và Lev Yurievich. Theo truyền thống Hiệp sĩ Teuton và hoàng thân xứ Masovia, hai huynh đệ này là những người đầu tiên chống lại Hãn quốc Kim Trướng. Năm 1323, có thể hai hoàng thân tử trận hoặc bị Mông Cổ hạ độc. Một số sử gia cho rằng họ tử trận khi bảo vệ Podlasie khỏi Đại công tước Gediminas. Vladimir Lvovich kế vị là đại diện cuối cùng của nhà Romanovich.

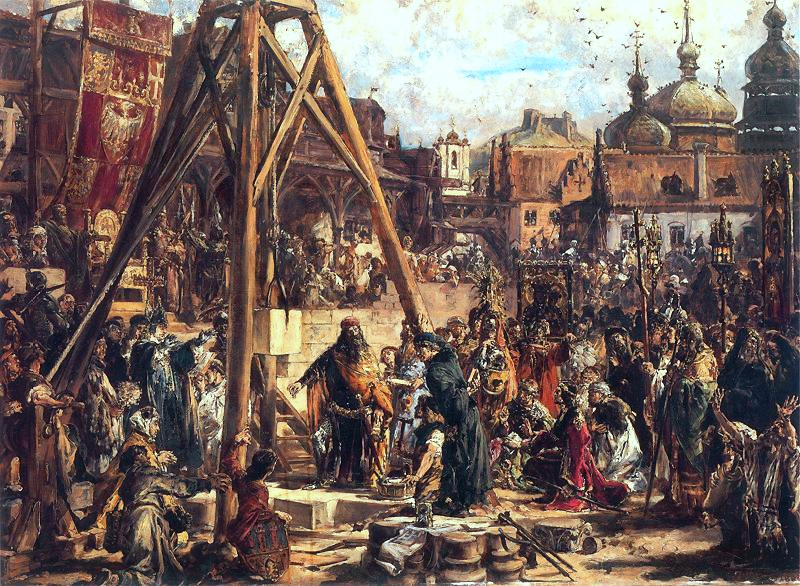
Casimir III đặt viên đá xây dựng nhà thờ Công giáo sau khi chiếm Lviv. Tranh của Jan Matejko 1888

Sau khi triều đại Ryurik kết thúc, ngôi Galicia-Volyn thuộc về Yuri II Boleslav, con trai hoàng thân Trojden I xứ Masovia với Maria Yurievna, con gái của Yuri Lvovich. Ông thần phục Hãn quốc Kim Trướng và cùng tham gia chiến dịch đánh Ba Lan năm 1337. Yuri II thiết lập hòa bình với Litva và Hiệp sĩ Teuton. Do đó, quan hệ với Hungary và Ba Lan lại xấu đi, hai nước chuẩn bị liên minh đánh công quốc Galicia-Volyn. Về nội chính, Yuri II giúp các thành phố phát triển, ban hành luật Magdeburg, tăng cường ngoại thương và tìm cách hạn chế quyền lực của giới boyar. Để thực hiện kế hoạch này, Yuri II thu hút hiền sĩ ngoại quốc hỗ trợ và thúc đẩy tiến trình hợp nhất Chính thống giáo và Công giáo. Các boyar không hài lòng và đầu độc Yuri II vào năm 1340.
Cái chết của Yuri II đặt dấu chấm hết cho nền độc lập của Galicia-Volyn. Các bên tranh giành lãnh thổ, toàn bộ công quốc bị phân chia. Ở Volyn, con trai Đại công tước Litva Gediminas là Lyubart-Dmitry Gediminovich được công nhận là hoàng thân, còn Galicia lại tôn boyar Dmitry Detko làm tổng đốc Volyn. Năm 1349, vua Ba Lan Casimir III Đại đế đánh lớn vào Galicia-Volyn, chiếm Galicia và giao tranh với Litva để giành lấy Volyn. Năm 1392, Chiến tranh kế vị Galicia-Volyn giữa Ba Lan và Litva kết thúc với việc hoàng thân Fyodor Lyubartovich để mất Volyn. Galicia cùng với Công quốc Belz và Kholm thuộc về Vương quốc Ba Lan, còn Volyn sáp nhập vào Đại công quốc Litva. Công quốc Galicia-Volyn chính thức bị khai tử. Giai đoạn 1431-1452, Công quốc Volyn được khôi phục lại, do Fyodor Lyubartovich đứng đầu năm 1431 rồi đến Svidrigailo Olgerdovich 1434-1452, rồi lại sáp nhập vào Vương quốc Ba Lan.

## Lịch sử kinh tế xã hội

### Xã hội
Tầng lớp trên của xã hội gồm hoàng thân, boyar và giáo sĩ. Hoàng thân được coi là nhân vật thánh, "người cai trị do Chúa ban", sở hữu toàn bộ đất đai lãnh thổ công quốc và nắm quân đội. Hoàng thân dựa vào tầng lớp quý tộc địa phương là boyar. Các boyar sở hữu lãnh địa do tổ tiên truyền lại hay do hoàng thân mới ban. Về tôn giáo, hàng giáo phẩm được đại diện bởi sáu giáo phận ở Vladimir (Volyn), Przemyśl, Galich, Ugrovsk (sau này ở Kholm), Lutsk và Turisk. Các giám mục sở hữu những vùng đất rộng lớn gần những thành phố này. Bên cạnh đó cũng có một số tu viện kiểm soát các vùng đất rộng lớn với nhiều giáo dân. Từ năm 1303, chịu sự lãnh đạo của Tòa thượng phụ Constantinople, Tổng giáo phận Galicia là đại diện đứng đầu giáo hội tại Galicia-Volyn.
Ngoài hoàng thân và boyar, còn có những "người mẫu mực" (лепших мужей) để thực thi mệnh lệnh hoàng thân, boyar hoặc giáo sĩ. Những người này dần hình thành tầng lớp quý tộc thành thị. Kế đến là dân thường, thị dân sống trong thành phố hoặc tá điền (смердъ) trong các làng. Tất cả đều có nghĩa vụ phải nộp thuế cho hoàng thân và boyar.

### Kinh tế

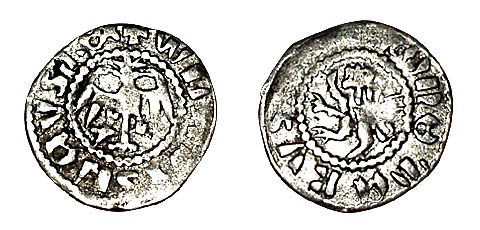
Đồng xu được đúc ở Lviv và dùng trên toàn bộ Vương quốc Rus cuối thế kỷ 14

Công quốc Galicia-Volyn chủ yếu là nền kinh tế tự cấp dựa vào nông nghiệp. Các loại cây trồng chính là yến mạch, lúa mạch đen, ít lúa mì và lúa mạch; chăn nuôi thì có ngựa, cừu và lợn. Thủ công nghiệp giữ vai trò quan trọng trong nền kinh tế như nuôi ong, săn bắn và đánh cá.
Các nghề thủ công đã biết gồm có nghề rèn, thuộc da, làm gốm, vũ khí và đồ trang sức. Địa hình thảo nguyên có rừng bao phủ nên chế biến gỗ và xây dựng có sự phát triển đặc biệt. Nghề muối cũng đứng hàng đầu khi Galicia-Volyn cùng với Krym cung cấp muối cho toàn bộ Kiev Rus' cũng như Tây Âu. Nằm ở vị trí thuận lợi gần các sông Sana, Dniester (đổ ra Biển Đen), Vistula giúp cho nông nghiệp phát triển. Galich cũng là một trong những nơi dẫn đầu về xuất khẩu bánh mì.
Thương mại chủ yếu diễn ra ở thành phố, tính đến cuối thế kỷ 13 có hơn 80 thành phố giao thương. Thành phố lớn trong số đó phải kể đến Galich, Kholm, Lviv, Vladimir (Volyn), Zvenigorod, Drohiczyn, Terebovlia, Belz, Przemyśl, Lutsk và Berestye. Các hoàng thân khuyến khích ngoại thương bằng cách giảm thuế trên tuyến giao thương hay bán hàng trên quảng trường thành phố.
Ngân khố có nguồn thu từ cống nạp, tô thuế, chiến lợi phẩm và trưng thu tài sản các boyar chống đối. Đồng hryvna của Kiev Rus', đồng bạc groš của Séc và dinar Hungary được lưu hành trên lãnh thổ công quốc.

### Hành chính
Hoàng thân là người đứng đầu công quốc và nắm trọn quyền lực, giữ tam quyền phân lập và ngoại giao. Cố gắng tập trung quyền lực tuyệt đối, hoàng thân thường xung đột với giới boyar, những người luôn muốn có vị thế độc lập và muốn biến hoàng thân thành công cụ chính trị cho mình. Sự suy yếu của các hoàng thân, lãnh thổ bị chia cắt cũng như lân bang can thiệp cũng cản trở quá trình củng cố quyền lực. Mặc dù vua (hoàng thân) có thể tự quyết, nhưng đôi khi cũng triệu tập duma các boyar để xử lý các vấn đề quan trọng. Hội kiến duma trở nên thường xuyên từ thế kỷ 14, làm cho hoàng thân không thể "chuyên quyền" được, đây là một trong những nguyên nhân dẫn đến sự suy tàn của công quốc Galicia-Volyn.
Thế kỷ 12-13, các thành phố trực thuộc hoàng thân hoặc boyar. Thế kỷ 14, công quốc áp dụng luật Magdeburg, một số thành phố như Vladimir (Volyn) và Sanok đã áp dụng hệ thống bán tự quản mới.
Cơ quan tư pháp được kết hợp với cơ quan hành chính. Hoàng thân nắm tòa án tối cao, được các tiun trợ giúp. Bộ luật nền tảng vẫn là Russkaya Pravda (Công lý Rus). Tòa án thành phố thì thường áp dụng luật German.

### Quân đội
Quân đội Galicia-Volyn được tổ chức theo khuôn mẫu Kiev Rus' truyền thống, gồm quân chính quy druzhina và quân địa phương voyi.
Voyi là lực lượng thường dân, thường nằm dưới quyền các boyar. Tuy nhiên, do xung đột nội bộ liên tục, hoàng thân không phải lúc nào cũng có thể trông chờ boyar hỗ trợ.
Danylo Romanovich đã tiến hành cải cách quân sự để tạo ra quân đội công quốc độc lập với các đạo binh của boyar. Đội quân này lại chia thành lính giáp nặng và cung thủ nhẹ, dù vũ khí chưa được đồng nhất.
Vào thế kỷ 13, việc xây dựng pháo đài đã trải qua nhiều thay đổi. Các công sự cũ với thành đất và tường gỗ được thay mới bằng đá và gạch. Các thành lũy mới được xây dựng trước hết ở Kholm, Kamianets, Berestye và Chertorysk.

## Văn hoá

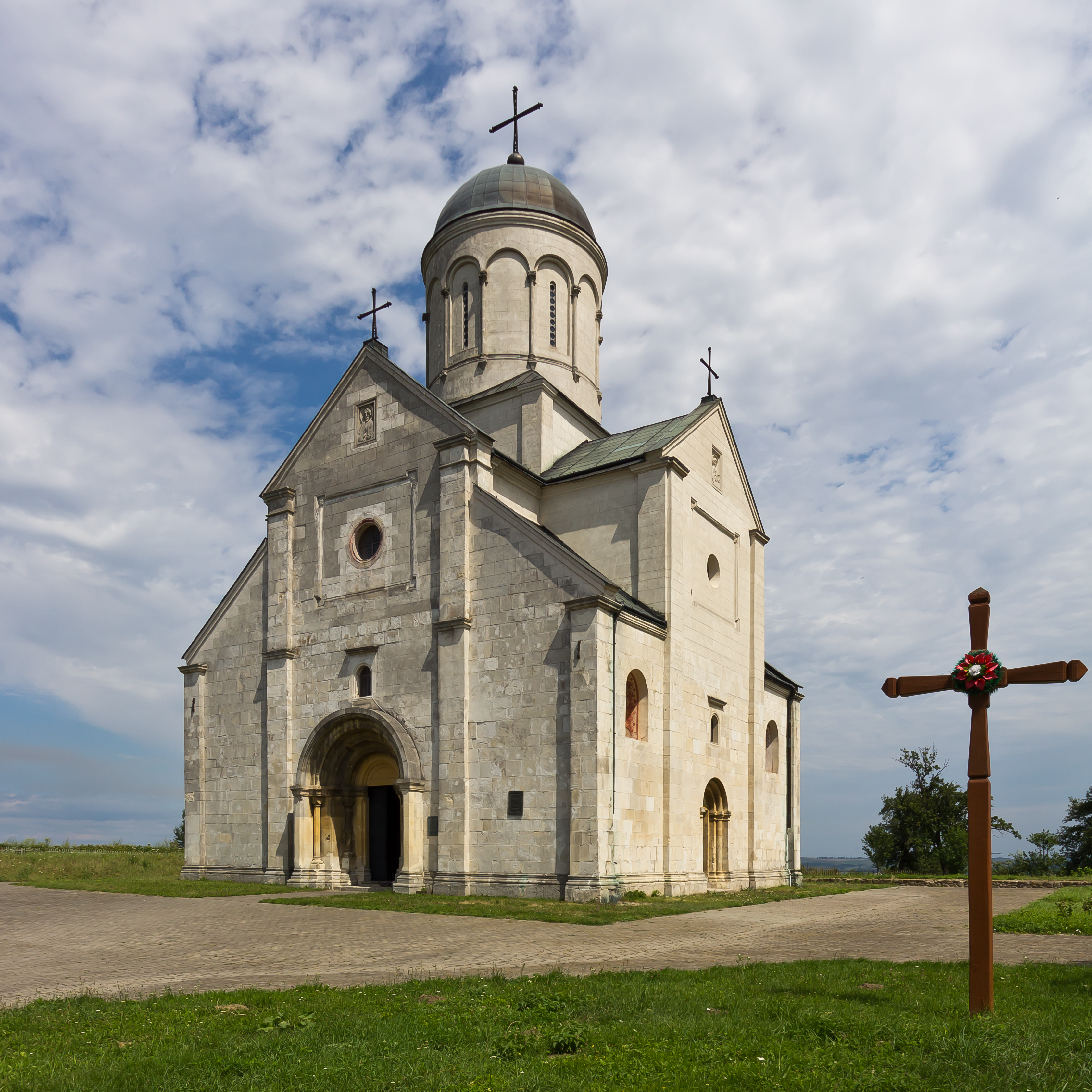
Nhà thờ Thánh Panteleimon ở Halych là di tích duy nhất còn lại được bảo tồn một phần của trường phái kiến trúc Galicia thế kỷ 12-13

Trên lãnh thổ của công quốc Galicia-Volyn đã hình thành một nền văn hóa nguyên thủy, không chỉ kế thừa những truyền thống của Kiev Rus', mà còn tiếp thu nhiều phát kiến từ các nước láng giềng. Hầu hết các thông tin hiện đại về nền văn hóa này đến với chúng ta dưới dạng bằng chứng văn bản và hiện vật khảo cổ học.
Các trung tâm văn hóa chính của công quốc là những thành phố lớn và tu viện Chính thống giáo, đồng thời đóng vai trò là trung tâm giáo dục chính của đất nước, nổi tiếng nhất phải kể đến Vladimir ở Volyn và Galich ở Galicia. Các văn bản quan trọng của Galich là Biên niên sử Galicia-Volyn (Галицько-Волинський літопис) và Phúc âm Galicia (Крилоське Євангеліє). Các tu viện lớn nhất và nổi tiếng nhất của công quốc là Poloninsky, Bogorodichny và Spassky.
Có rất ít thông tin về kiến trúc của công quốc. Các nguồn tài liệu còn lại chủ yếu mô tả nhà thờ, mà không nhắc đến cung điện hoàng thân hoặc boyar. Dữ liệu khảo cổ cũng ít, không đủ để tái tạo chính xác kiến trúc nhà cửa thời đó. Tàn tích cùng ghi chép trong biên niên sử có thể khẳng định truyền thống kiến trúc Kiev Rus' giữ vị trí nổi bật, nhưng phần nào đã bắt đầu ảnh hưởng xu hướng mới từ Tây Âu.
Nghệ thuật thị giác Galicia-Volyn mang dấu ấn sâu sắc từ Đông La Mã. Các biểu tượng Galicia-Volyn đặc biệt được Tây Âu ưa chuộng, đã ảnh hưởng đến trang trí nhà thờ Ba Lan sau khi chinh phục công quốc. Nghệ thuật vẽ biểu tượng Galicia-Volyn có những nét chung với trường phái hội họa biểu tượng Moskva thế kỷ 14-15. Mặc dù truyền thống Chính thống giáo không khuyến khích nghệ thuật điêu khắc với giáo lý chống thờ hình tượng, nhưng Biên niên sử Galicia-Volyn có đề cập đến những kiệt tác điêu khắc ở Galich, Przemyśl và các thành phố khác, có thể đây là minh chứng Công giáo có ảnh hưởng tới nghệ thuật công quốc.
Văn hóa Galicia-Volyn góp phần củng cố truyền thống lịch sử Kiev Rus'; và được bảo tồn trong kiến trúc, mỹ thuật, văn học, công trình và tư liệu lịch sử qua hàng thế kỷ. Nhưng đồng thời, Galicia-Volyn cũng rơi vào tầm ảnh hưởng của Tây Âu, khi các hoàng thân và quý tộc tìm trợ giúp chống lại quân xâm lược từ phía đông.